# Out West (singolo)
Out West è un singolo del rapper statunitense Travis Scott e del collettivo musicale JackBoys, pubblicato il 18 febbraio 2020 come terzo estratto dall'album compilation JackBoys. Prodotto da Buddah Bless e Jabz, presenta come ospite il rapper Young Thug.
Nel tardo dicembre 2019, poco dopo la pubblicazione di JackBoys, la star di TikTok Nicole Bloomgarden creò la "Out West Challenge", rendendo virale il brano sulla piattaforma.

## Video musicale
Il video musicale è stato pubblicato su YouTube il 20 marzo 2020. Diretto da White Trash Tyler e co-diretto da Travis Scott, presenta una festa in casa dove Young Thug canta in mezzo a delle donne che twerkano. La scena di sposta in bagno, si vede una ragazza svenuta mentre Quincy Jones si lava le mani e il volto. Quest'ultimo appare anche alla fine del video mentre mangia un sandwich.
Nel video sono presenti i cameo dei membri del collettivo JackBoys, oltre che a 21 Savage, Yung Keo e Young Jordan; questi ultimi due sono sotto contratto con l'etichetta di Young Thug YSL Records.

## Tracce
Testi di Jacques Webster, Jeffery Williams, Tyron Douglas, Jason Baker, musiche di Buddah Bless e Jabz.
1. Out West – 2:38

## Classifiche

### Classifiche settimanali
| Classifica (2020) | Posizione massima |
| ----------------- | ----------------- |
| Austria           | 73                |
| Canada            | 29                |
| Francia           | 117               |
| Stati Uniti       | 38                |
| Svizzera          | 34                |

### Classifiche di fine anno
| Classifica (2020) | Posizione |
| ----------------- | --------- |
| Canada            | 80        |
| Portogallo        | 143       |